# Palmer (Massachusetts)
Die Town of Palmer ist eine US-amerikanische Stadt im Hampden County, Massachusetts. Das U.S. Census Bureau hat bei der Volkszählung 2020 eine Einwohnerzahl von 12.448 ermittelt. Obwohl sie den Namen Town in ihrem Namen trägt, wird sie seit 2004 als eine City verwaltet.

## Geschichte
Palmer besteht aus vier separaten und unterschiedlichen Dörfern: Depot Village, üblicherweise einfach "Palmer" genannt (benannt nach dem verzierten Union-Station-Bahnhof, der vom Architekten Henry Hobson Richardson entworfen wurde), Thorndike, Three Rivers und Bondsville. Die Dörfer begannen im 18. Jahrhundert ihren unverwechselbaren Charakter zu entwickeln, und im 19. Jahrhundert öffneten zwei Eisenbahnlinien und eine Oberleitungsbahn die Stadt für das Bevölkerungswachstum. Heute hat jedes Dorf sein eigenes Postamt, und alle außer Thorndike haben ihre eigene Feuerwache.
Palmer war ursprünglich ein Teil von Brimfield, wurde aber abgetrennt, nachdem es zu weit von Brimfield entfernt war. Palmers erster Siedler war John King. King wurde in Edwardstone, Suffolk, England, geboren und baute sein Haus 1716 am Ufer des Quaboag River. Das Gebiet, das damals bekannt war, wurde "The Elbow Tract" genannt. Im Jahr 1731 wurde die Stadt durch eine Urkunde für Land im heutigen Palmer in "New Marlborough" umbenannt, nach Marlborough, Massachusetts, im heutigen Middlesex County. Im Jahr 1731 benannten die Bewohner des Ortes die Stadt in "Kingsfield" um, nach dem bereits erwähnten John King. In einigen Papieren des Massachusetts General Court wurde es jedoch als "The Elbow" bezeichnet. Eine große Gruppe schottisch-irischer Presbyterianer folgte, die 1727 ankamen. Im Jahr 1752 schließlich wurde der Ort nach dem Obersten Richter Palmer benannt. 1775 wurde Palmer von Massachusetts offiziell gegründet.
Depot Village wurde im späten 19. Jahrhundert zu Palmers wichtigstem Handels- und Geschäftszentrum und ist es bis heute geblieben. Palmers Industrie entwickelte sich in Bondsville. Im 18. Jahrhundert wurden Säge- und Schrotmühlen an den Flüssen errichtet, und um 1825 begannen die Wollmühlen von Palmer mit der Produktion von Textilien. Die Blanchard Scythe Factory, die Wright Wire Woolen Mills und die Holden-Fuller Woolen Mills entwickelten große industrielle Kapazitäten und bauten große Mengen an Arbeiterwohnungen. Um 1900 hatte Boston Duck (das schwere Baumwollgewebe herstellte) über 500 Angestellte in der Stadt. Das 20. Jahrhundert brachte eine Verschiebung der Einwanderer in Palmer von denen französischer und schottischer Herkunft zu denen hauptsächlich polnischer und französisch-kanadischer Herkunft.

## Demografie
Nach einer Schätzung von 2019 leben in Palmer 12.232 Menschen. Die Bevölkerung teilt sich auf in 89,8 % Weiße, 2,2 % Afroamerikaner, 2,0 % Asiaten und 5,1 % mit zwei oder mehr Ethnizitäten. Hispanics oder Latinos aller Ethnien machten 4,5 % der Bevölkerung aus. Das mittlere Haushaltseinkommen lag bei 64.651 US-Dollar und die Armutsquote bei 11,3 %.

## Persönlichkeiten
- Henry King (1790–1861), Politiker
- Thomas Butler King (1800–1864), Politiker
- George R. Davis (1840–1899), Politiker
- Albert Andrew Howard (1858–1925), Klassischer Philologe
- Irving Calkins (1875–1958), Sportschütze
- Raymond Louis Wilder (1896–1982), Mathematiker
- John Conte (1915–2006), Schauspieler
- Henry Foley (1917–1982), Physiker
- Bob Wilder (1921–1953), Autorennfahrer
- Chad Stahelski (* 1968), Regisseur, Stuntman und Stunt-Choreograph